# Tomoshige Samejima
Tomoshige Samejima (鮫島 具重, Samejima Tomoshige, 8 avril 1889 – 13 septembre 1966) est un amiral de la Marine impériale japonaise pendant la Seconde guerre mondiale.

## Biographie
Samejima était le petit-fils d'Iwakura Tomomi, et adopté par l'amiral Samejima Kazunori, originaire du domaine de Satsuma et figure notée dans la restauration de Meiji.
Tomoshige Samejima, admis en 1909 à l'Académie navale impériale du Japon dans la 37e promotion, diplômé 51e sur 179 élèves, embarque comme aspirant (Shōi Kōhosei) sur le croiseur Soya, les pré-dreadnought Sagami et Katori, et comme sous-lieutenant sur le croiseur cuirassé Aso et le croiseur protégé Hashidate. Après avoir obtenu un diplôme sur les dernières techniques de l'artillerie navale et torpilles, il est affecté sur les cuirassés Kashima et Kawachi ainsi que sur le destroyer Kaba. Il est promu lieutenant en 1915. Par la suite, il sert sur le croiseur Azuma et le cuirassé Kongō, et après une tournée de deux ans (1918-1920) en tant qu'instructeur à l'école d'artillerie navale, il est réaffecté sur le cuirassé Mutsu. En 1921, il sert comme aide de camp pour le prince Higashifushimi Yorihito et est promu lieutenant-commandant.
De 1921 à 1923, il fréquente l'école navale impériale du Japon où il ressort diplômé, avant de servir deux ans sur le croiseur léger Yura. De 1925 à 1927, il rejoint l'Angleterre où il étudie à ses propres frais. À son retour au Japon, il est promu commandant et affecté comme aide-de-camp pour le prince Nobuhito Takamatsu.
Entre novembre 1929 et novembre 1930, Samejima est commandant en second sur le Haguro. Il reçoit son premier commandement en 1931 en tant que capitaine de transport Seito.
En 1931, lors du premier incident de Shanghai, Samejima sert dans l'état-major de la 1re flotte expéditionnaire japonaise au cours duquel il est promu au grade de capitaine. Il reçoit le commandement des croiseurs Kitakami de 1932 à 1934, du Mogami de 1934 à 1935, de l'Haguro de 1935 à 1936 et du cuirassé Nagato de 1936 à 1937.
Promu contre-amiral en décembre 1937, Samejima commande la 4e division de porte-avions de 1937 à 1938, la 13e division de croiseurs d'août à septembre 1938 et la 2e division de porte-avions de septembre 1938 à octobre 1939.
De novembre 1939 à octobre 1942, Samejima sert comme aide de camp de l'empereur du Japon, occupant ce poste lors de l'attaque sur Pearl Harbor. Il est promu vice-amiral en octobre 1941. À partir d'octobre 1942, Samejima reprend la mer en tant que commandant de la 4e flotte, responsable du contrôle administratif des forces navales japonaises dans les territoires insulaires japonais du Pacifique Sud. D'avril 1943 à la reddition du Japon, Samejima sert comme commandant de la 8e flotte.

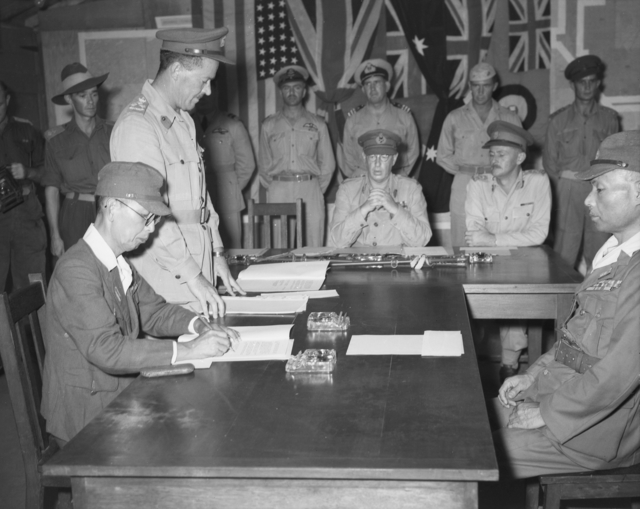
Le général Masatane Kanda et Tomoshige Samejima (à droite) signent la reddition de la japonaise sur les îles Salomon, le 8 septembre 1945.

Il prend sa retraite en 1946 et décède en 1966.